# 三成町
三成町（みなりまち）は、島根県仁多郡にあった町。現在の奥出雲町三成、三所、高尾にあたる。

## 地理
- 河川：斐伊川[1]

## 歴史
- 1889年（明治22年）4月1日、町村制の施行により、仁多郡三成町、三成村、三所村、高尾村が合併して村制施行し、三成村が発足[1][2]。大字は三成町、三成村、三所、高尾の4大字を編成した[1]。
  - 同年、三成村信用組合設立[1]。
- 1900年（明治33年）八雲銀行三成支店開設[1]。
- 1941年（昭和16年）7月1日、町制施行して三成町となる[1][2]。
- 1955年（昭和30年）4月15日、仁多郡阿井村、亀嵩村、三沢村、布勢村と合併し仁多町を新設して廃止された[1][2]。

### 地名の由来
三沢郷に三つの大きな沢があり、それらの沢の最後に三成の沢が埋まって土地ができ三成と称した。

## 産業
- 農業[1]

## 交通

### 鉄道
- 1932年（昭和7年）国有鉄道木次線、出雲三成駅を開設[1]。

## 教育
- 1947年（昭和22年）町立三成中学校開校[1]